# Fluxus

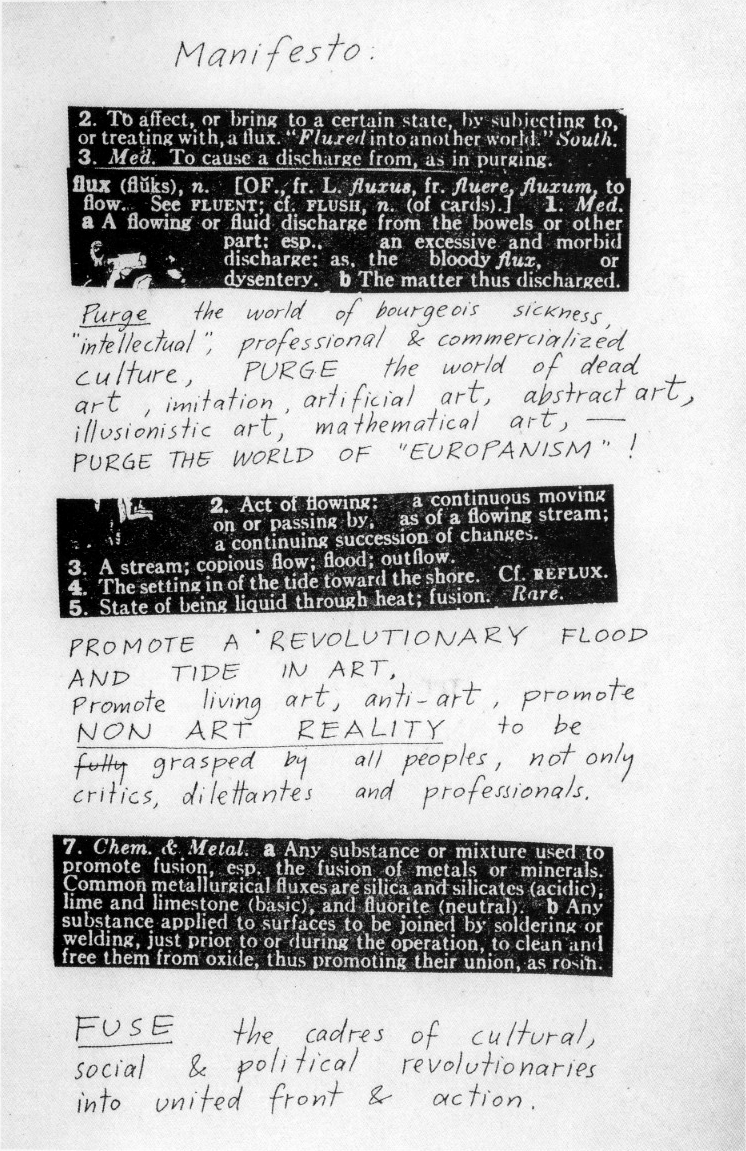
Manifest de Fluxus

Fluxus – en llatí fluere significa fluir – és una xarxa internacional d'artistes, compositors i dissenyadors coneguts per les seves mescles de mitjans i disciplines artístiques, com el videoart, la música, la literatura, la performance, l'arquitectura i el disseny, entre d'altres. Va tenir el seu moment més actiu entre la dècada dels seixanta i els setanta del segle xx. Va declarar-se contrari del tractament de l'objecte artístic tradicional com una mercaderia i es va proclamar a si mateix com l'«antiart». Fluxus va ser organitzat de forma informal el 1962 per George Maciunas i va tenir expressions als Estats Units, a Europa i al Japó, agrupant una sèrie d'artistes de diversa procedència, com Yoko Ono, Nam June Paik, Wolf Vostell, Joseph Beuys, Daniel Spoerri, Charlotte Moorman i d'altres.
També van assumir un clar compromís polític, afegint un component reivindicatiu a les seves accions, a la vegada que criticaven el mercantilisme de l'art. Igualment, cercaven la participació de l'espectador, participant de la idea que qualsevol pot ser artista, que van exemplificar en el seu eslògan «fes-ho tu mateix». Maciunas va manifestar el 1965 que pretenia «demostrar que qualsevol cosa pot ser art i qualsevol pot fer-ho».

## Etimologia
El seu nom, Fluxus, significa "flux". La paraula Fluxus era inicialment el títol d'una revista ideada pel mateix Maciunas on es parlaria de l'art i l'antiart, de la música i l'anti-música i de la poesia i l'anti-poesia. La revista no es va realitzar mai, però el nom el va fer servir per definir tots aquells actes que tenien el mateix esperit que la revista.

Sovint Fluxus és descrit com un «intermedia» un terme de Dick Higgins extret d'un famós assaig de 1966:
| «                      | En principi podem aplicar el terme fluxus a aquells treballs que a la seva mateixa concepció són intermediàtics: poesia visual i imatges poètiques, música-acció i acció musical, així com happennings i esdeveniments mentre que són conceptualment deutors de la música, la literatura i les arts plàstiques | » |
| — Dick Higgins (1966). | |   |

George Maciunas va publicar en uns prospectes el significat de fluxus com provinent de la paraula anglesa flux i de l'acció de fluir, per tant era un moviment continu semblant a un corrent i continus canvis, amb això admetia els canvis continus en els gèneres i disciplines de tots els seus membres:
| «                 | Fluxus-art-diversió ha d'ésser simple, entretingut i sense pretensions, tractar temes trivials, sense necessitat de dominar tècniques especials ni realitzar innombrables assaigs i sense aspirar a tenir cap tipus de valor comercial o institucional. | » |
| — George Maciunas | |   |

## El moviment Fluxus

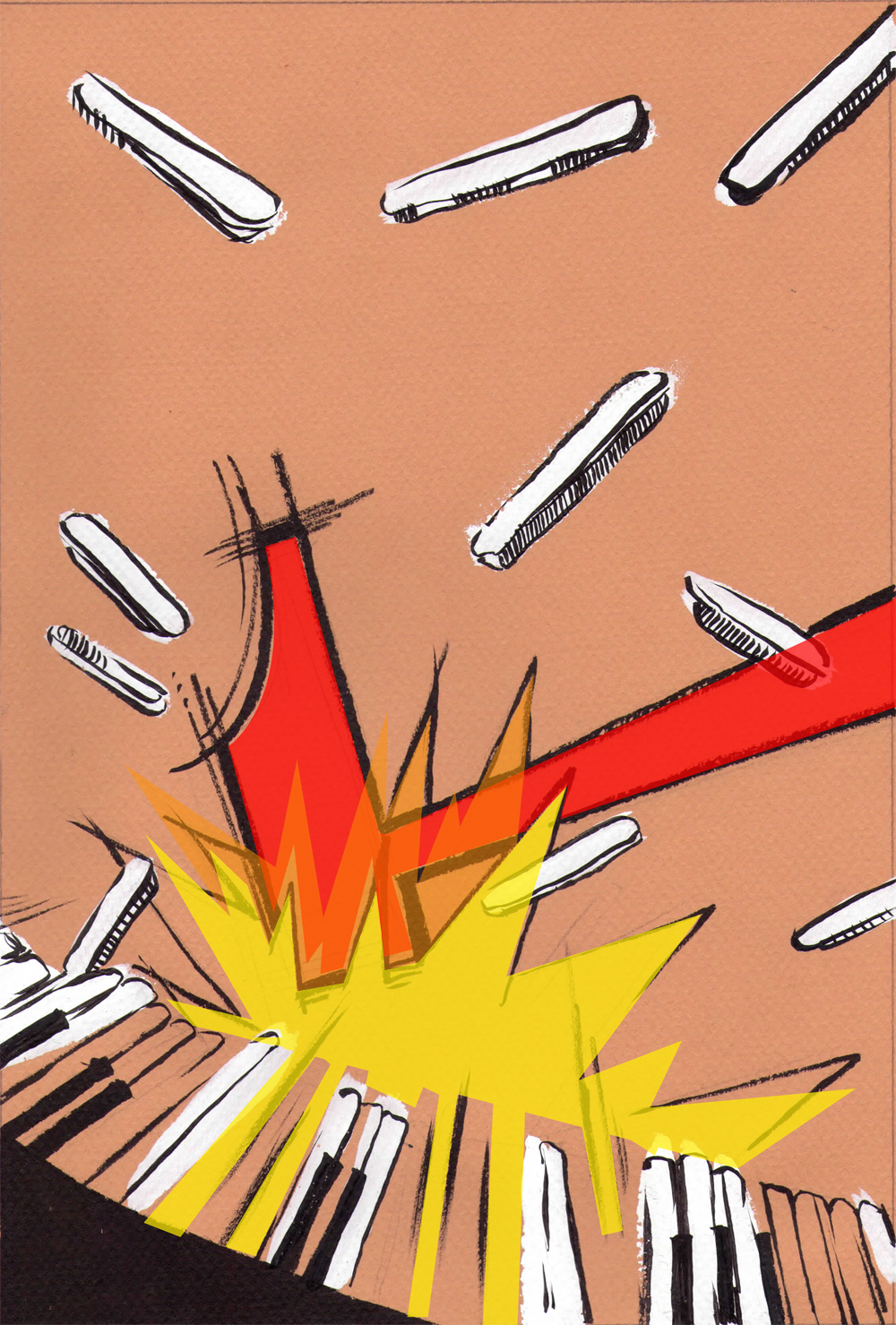
Recreació il·lustrada d'una acció de Philip Corner l'any 1962 a Wiesbaden on agredia un piano amb martells i punxons. Per fluxus el piano és un emblema de la música clàssica que cal dessacralitzar

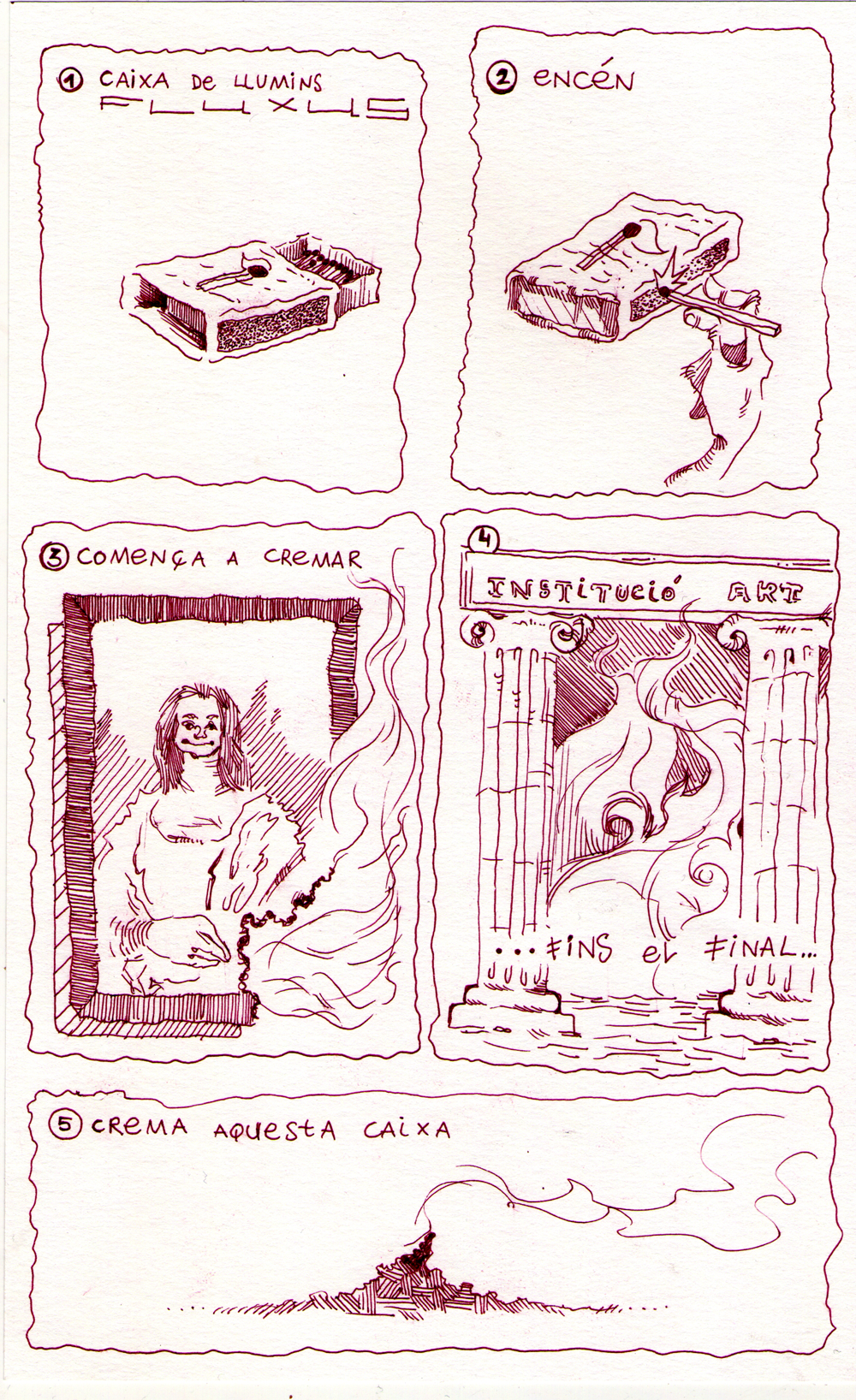
Recreació d'una peça de Ben Vautier

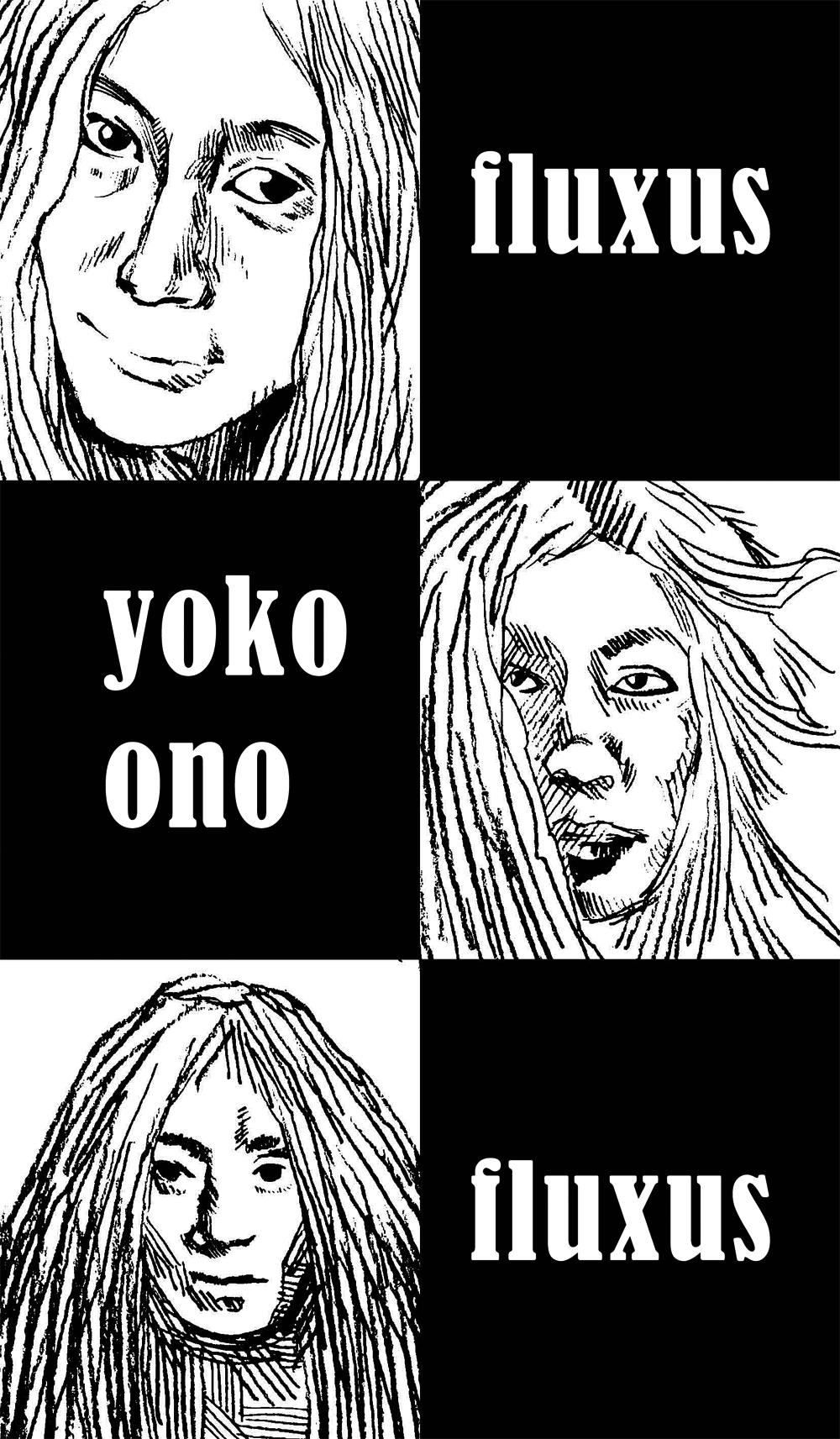
Una de les primeres integrants del grup Fluxus fou Yoko Ono.

Fluxus no es basa en la idea de l'avantguarda com una renovació lingüística, sinó que pretén fer un ús diferent dels canals oficials de l'art que se separa de tot llenguatge específic, és a dir, pretén la interdisciplinarietat i l'adopció de mitjans i materials procedents de diferents camps. El llenguatge no és el fi, sinó el mitjà per crear nous sons de l'art, entès com a "art total".

Com en el moviment Dadà, Fluxus escapa de tota temptativa de definició o de categorització. Segons Filliou, és: 
| «                 | ...abans que tot un estat de l'esperit, una manera de vida impregnat d'una superba llibertat de pensar, d'expressar i de triar. De certa manera Fluxus mai va existir, no sabem quan va néixer, després no hi ha raó perquè s'acabi[…] estar d'acord a concebre la vida sencera com a música. Com si fos un procés musical en el que la part acústica i la part visual s'equilibren. Una papallona volant és un esdeveniment musical, igual que el degoteig d'una aixeta. | » |
| — Robert Filliou. | |   |

Així mateix Robert Filliou oposa el Fluxus a l'art conceptual per la seva referència directa, immediata i urgent a la realitat quotidiana, i inverteix la proposta de Duchamp, que a partir del Ready-made, introdueix la quotidianitat en l'art. Fluxus dissol l'art en la quotidianitat. Fluxus pretenia tenir sobre el públic un efecte de comprensió de la vida i de compenetració amb la vida.
Alguns dels primers integrants foren Joseph Beuys, Dick Higgins, Nam June Paik, Wolf Vostell, La Monte Young i Yoko Ono i van explorar l'espai entre les performances i l'art, entre la música experimental i el cinema.

Si observem el mercat internacional de l'art des dels anys setanta fins avui, no es pot obviar la múltiple influència del moviment Fluxus, dels happenings i videoart. L'estructura i els mitjans expressius de moltes obres d'art que omplen avui les galeries són sovint un homenatge involuntari als pioners que, als anys seixanta, treballaven amb el moviment Fluxus i amb happenings i als artistes dedicats al videoart. Maucinas va assenyalar la connexió de Fluxus amb els moviments d'avantguarda del segle xx així: 
| «                  | Les idees que tenim d'indeterminació i simultaneïtat del concretisme i de la música de sorolls procedeixen del futurisme, del teatre futurista i de la música futurista de Luigi Russolo. Després tenim la idea del ready-made i l'art conceptual, que procedeixen de Marcel Duchamp. Més tard estan les idees del collage i del concretisme en els dadaistes i tot això desemboca en les peces per a piano preparat de John Cage, que de fet són collages de sons. | » |
| — George Maciunas. | |   |

## Filosofia Fluxus
Aquest moviment, originat a Alemanya, defensava un canvi dels valors artístics: d'estètics a ètics, ignorant les teories artístiques i fomentant l'exploració artística i l'activisme social i polític. Així, van canviar la importància de l'objecte creat i la van transformar en els seus actes, opinions i emocions. La seva actitud era similar a la que havia tingut el dadaisme.
Els artistes de Fluxus sovint creaven obres de tècnica mixta a partir de qualsevol objecte quotidià, cosa que va desenvolupar el moviment de les performances, a partir dels anomenats happenings en els anys 60 -època d'aquest moviment- i aktions. Les posteriors accions escèniques i performances, nascudes a partir d'ells, ja eren més estructurades i teatrals.
Algunes característiques que van compartir gairebé tots els seus integrants:
1. Fluxus és una actitud. No és un moviment o un estil artístic.
2. Fluxus és un mitjà. Els creadors Fluxus gaudeixen barrejant diferents mitjans.
3. Als creadors Fluxus els agrada barrejar-ho tot. Fan servir objectes del dia a dia, sons, imatges i textos per crear nous sons, objectes o imatges.
4. Fluxus ha de ser simple. L'art és petit, el text és curt i les actuacions (performances) breus.
5. Fluxus ha de ser divertit. Si no és divertit, no és Fluxus.
6. Un concert Fluxus és una experiència sonora on cada objecte és un instrument. El principi de causalitat ha deixat de ser vàlid i el caos marca la realitat.

La inconfusible autenticitat de totes les accions del moviment Fluxus i la passió i la força innovadora dels seus artistes van provocar una transformació que va revolucionar l'aparença de l'art. Aquesta evolució provocada pel present i orientada cap al futur va crear la consciència que tot individu és, en si mateix, una obra d'art i que el conjunt de la vida pot ser concebut com una obra d'art total.
La complexitat de les accions i els concerts Fluxus i la col·laboració de diferents artistes com és el cas de Joseph Beuys, Wolf Vostell, Nam June Paik i Charlotte Moorman creaven interpretacions en sintonia entre elles que transmetien una concepció especial de l'existència. Els concerts Fluxus no són cap expressió auditiva relacionada amb elaborades tecnologies sonores perfectament afinades. No existeix cap to baix precís, cap to mitjà natural ni cap to alt clar com el cristall que creï un equilibri acústic.

Sobre Fluxus va dir George Brecht:
| «                     | Perquè es compara a Fluxus amb moviments o grups els individus dels quals tenien algun principi comú, o un programa acordat. A Fluxus mai no se'n ha intentat recordar objectius o mètodes; individus que tenien una alguna cosa indefinible en comú s'unien de manera natural per publicar i interpretar les seves obres. Potser aquest cosa comú sigui el sentiment que els límits de l'art són molt més amplis del que semblaven convencionalment, o que l'art i uns certs límits que fa molt de temps que estan establerts ja no són molt útils. | » |
| — George Brecht (1964 | |   |

## Història del moviment

### Els inicis a Alemanya
El primer festival fluxus fou el Festum Fluxorum, celebrat de l'1 al 23 de setembre de 1962 a l'Städtische Museum de Wiesbaden, a Alemanya. Va ser organitzar per George Maciunas, dins d'un projecte conegut com el Fluxus Festival Internacional de Música Novísima. Aquest concert va consistir en la presentació de cinc personatges vinguts de Viena com violionistes i que mai no havien tocat el violí, la seva interpretació consistia en el fet que durant més de tres hores van haver de «compondre» una «música antiviolí».
El setembre de 1963, Rolf Jährling va inaugurar a Wuppertal la Galeria Parnass. Valdis Abolins va obrir la Galeria Aachen a Aquisgrà el 1966. El 1969, Helmut Rywelski i Angar Nierhoff, amb la seva Galerie Art Intermedia de Colònia, van realitzar l'escultura acció en formigó Ruhender Verkehr, de Wolf Vostell. El 1970, Inge Baecker va obrir la seva Galeria Baecker a Bochum i la Galeria René Block a Berlín. Tots van promoure els artistes de happening i del moviment Fluxus, en van tenir cura i els van permetre dur a terme aquesta evolució de l'art que deixa sentir la seva influència fins avui.

### Expansió
El moviment inicialment va tenir lloc a diferents ciutats alemanyes i a Nova York, però ben aviat s'estendria a diferents llocs com Tòquio, París, Amsterdam, Copenhague, Londres, Estocolm, Praga o Madrid, aquesta expansió es va aconseguir gràcies als viatges realitzats pels mateixos artistes per diversos països, així com segons ells mateixos van declarar la facilitat de l'intercanvi de partitures, idees, instruccions per a les accions i poemes pel correu electrònic.
La mort del seu fundador i coordinador George Maciunas el 1978 va fer decaure la unió del grup, però van continuar els festivals i les trobades entre diversos components, es van realitzar exposicions retrospectives que van fer conèixer totes les activitats realitzades pel moviment a un cercle més ampli de públic i van posar més fàcil la recerca sobre la història artística de Fluxus.
Una de les exposicions més recents dedicades al moviment Fluxus va ser la realitzada a la Biennal de Venècia de l'any 1990: «Ubi Fluxus Ibi Motus (1962-1990)».

### Caràcter polític
La idea de Maciunas amb els seus concerts-fluxus era la interpretació neutra d'antimúsica, amb el que «pretenia alliberar el món de la vida burgesa i trencar la realitat del no-art... dissoldre les estructures de les revolucions culturals, socials, polítiques en un front comú» i aconseguir amb això que l'art arribés a tot el poble. Quan es va traslladar a Nova York l'any 1963 i en col·laboració amb altres artistes, van iniciar una nova expressió de Fluxus de caràcter més polític. En el seu Action against cultural Imperialism realitzada amb Henry Flint, expressen l'imperialisme amb la música de jazz i l'art folklòric. Un altre membre del grup, Joseph Beuys l'any 1978 amb Aufrufzur Alternative, va posar en circulació uns folletons realitzats en serigrafia amb problemes polítics i d'actualitat, poc anys abans (1971) l'ho havia fet en uns missatges polítics impresos a So Kann die Parteiendiktatur überwunden werden. Tots aquests desafiaments en forma de manifests sempre estava dintre d'un context artístic immediat.

### Arxiu
Les col·leccions dels artistes de Fluxus que realitzaven de dibuixos, jocs, objectes lúdics van ser posats a la venda a preus assequibles, formaven part del seu repertori igual que els documents fotogràfics i filmats de les seves actuacions efímeres tot això es conserva avui com a part d'un arxiu. Aquesta necessitat de col·leccionar i arxivar es pot remarcar com un punt central del treball artístic i compleix amb la funció històrica, del document d'esdeveniments temporals de la societat d'una època determinada.
| «                   | Arxivar és un procés que revalora, que ja en el present escull documents que mereixen ser transmesos, configurant així un tros d'història. | » |
| — Annemarie Bucher. | |   |

De les accions de Fluxus, restes d'accions i happening temporals van quedar vestigis, en el que podia ser un valor contrari a la intenció original, per ésser muntatges efímers de durada curta, van quedar així com testimonis dels seus actes. Existeix també la Silverman Fluxus Collection a Detroit, que proporcionen processos de formació, entre aquests arxius hi ha documentació de treballs artístics muntats pels mateixos artistes com Wolf Vostell.

## Artistes Fluxus
Molts artistes, escriptors i compositors han sigut relacionats amb Fluxus durant els anys, incloent:
| - Eric Andersen - Ay-O - Joseph Beuys - George Brecht - Bazon Brock - Don Boyd - Allen Bukoff - Joseph Byrd - John Cage - Giuseppe Chiari - Philip Corner - Willem de Ridder - Gautam Dasgupta - Jean Dupuy - Robert Filliou - Henry Flint - Ken Friedman - Litsa Spathi - Daniel Spoerri - Yasunao Tone - Cecil Touchon - Arthur Koepcke | - Jacques Halbert - Al Hansen - Beck Hansen - Geoffrey Hendricks - Dick Higgins - Ruud Janssen - Ray Johnson - Joe Jones - Bengt af Klintberg - Alison Knowles - Takehisa Kosugi - Philip Krumm - Shigeko Kubota - George Landow - Vytautas Landsbergis - Ben Vautier - Natasha Vita-More - Cynthia Von Buhler - Wolf Vostell - Bazon Brock - Ben Vautier | - György Ligeti - Jackson Mac Low - George Maciunas - Barry McCallion - Gustav Metzger - Larry Miller - Charlotte Moorman - Yoko Ono - Genesis P-Orridge - Nam June Paik - Ben Patterson - Dieter Roth - Carolee Schneemann - Tookie Sherman - Gianni-Emilio Simonetti - Yoshi Wada - Emmett Williams - La Monte Young - Christian Xatrec - Öyvind Fahlström |

### Propers a Fluxus
També s'ha relacionat a diferents crítics o comisaris:
| - Thomas Albright - Simon Anderson - Philip Auslander - Marianne Bech - Mark Bloch - Ina Blom - Walter Cianciusi - Bertrand Clavez - Ina Conzen - David Doris | - Stephen C Foster - Peter Frank - Adrian Glew - Emily Harvey - Jon Hendricks - Hannah Higgins - Judith Hoffberg - Sidney Huttner - Jill Johnston - Thomas Kellein | - Henry Martin - Jonas Mekas - Estera Milman - Barbara Moore - Karen Moss - Harry Ruhé - Craig Saper - Jean Sellem - Kristine Stiles - Owen Smith |